# Forces Aèries de la República Espanyola
Les Forces Aèries de la República Espanyola (FARE) (oficialment en castellà: Fuerzas Aereas de la República Española, FARE) van ser les forces aèries legals de la Segona República Espanyola entre 1931 i 1939. Van tenir un paper molt destacat en la història moderna d'Espanya.
En temps de la Guerra Civil espanyola, també se la coneixia com La Gloriosa. La seva absència, desorganització i falta d'un comandament clar en les batalles decisives, per exemple a la batalla de l'Ebre on la superioritat aèria feixista va ser total, va ser un factor decisiu a favor dels colpistes.

## Història

### Els principis de l'aviació a Espanya
Al voltant de 1900, ja existien a Espanya, aficionats a l'aeronàutica que bé, feien ascensions en globus, o es treien el títol de pilot fora d'Espanya. Les Forces Aèries es van constituir en Espanya, el 2 d'abril de 1910 per mitjà d'un reial decret, a conseqüència del desenvolupament d'aquesta arma, i també per reial decret el 28 de febrer de 1913 es va crear l'Aeronáutica Militar, que incloïa l'Aeroestació i Aviació depenent de l'arma d'Enginyers amb caràcter d'experiència, creant-se també el primer aeroport militar de Cuatro Vientos.

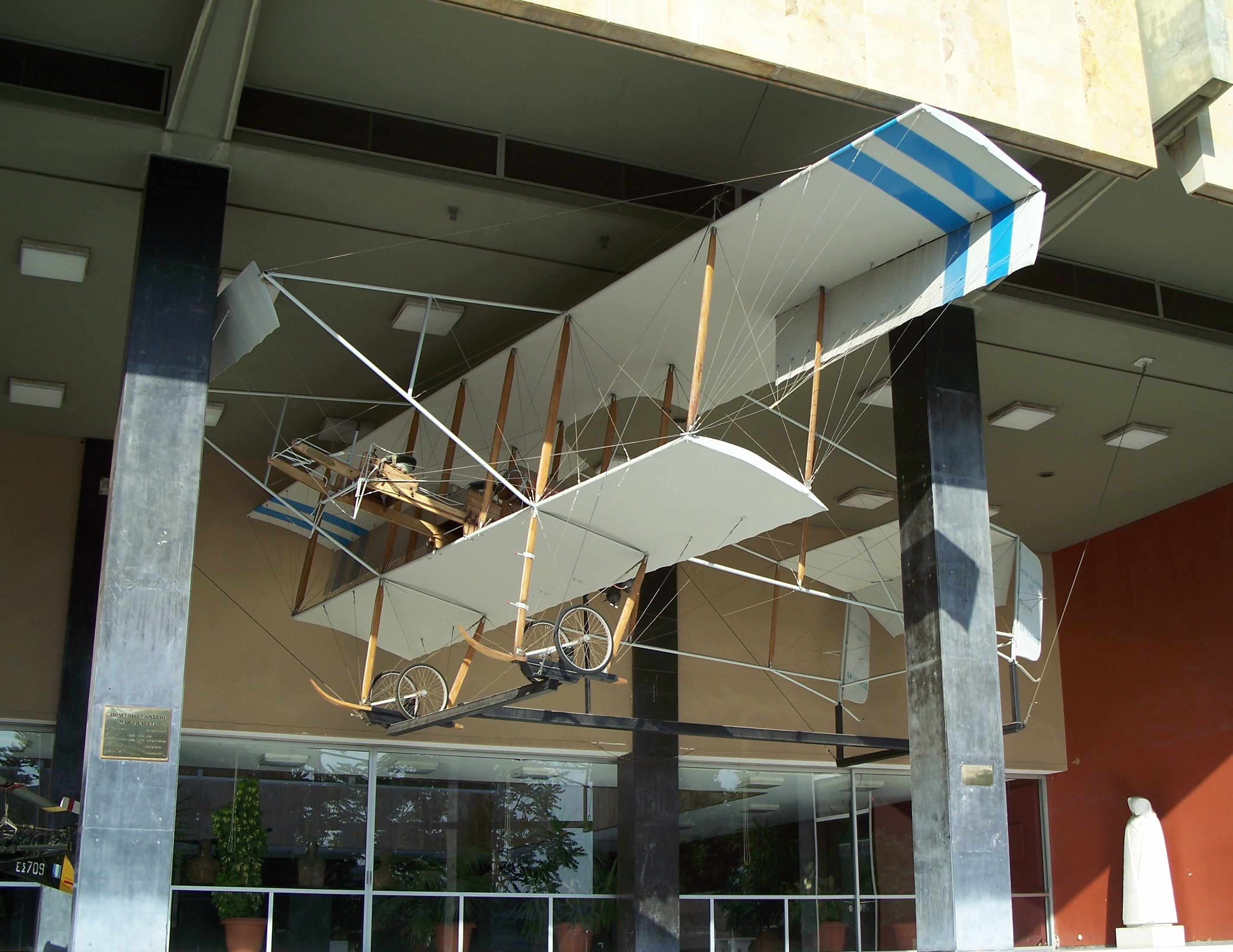
Henry Farman, el primer avió militar que es va utilitzar a Espanya

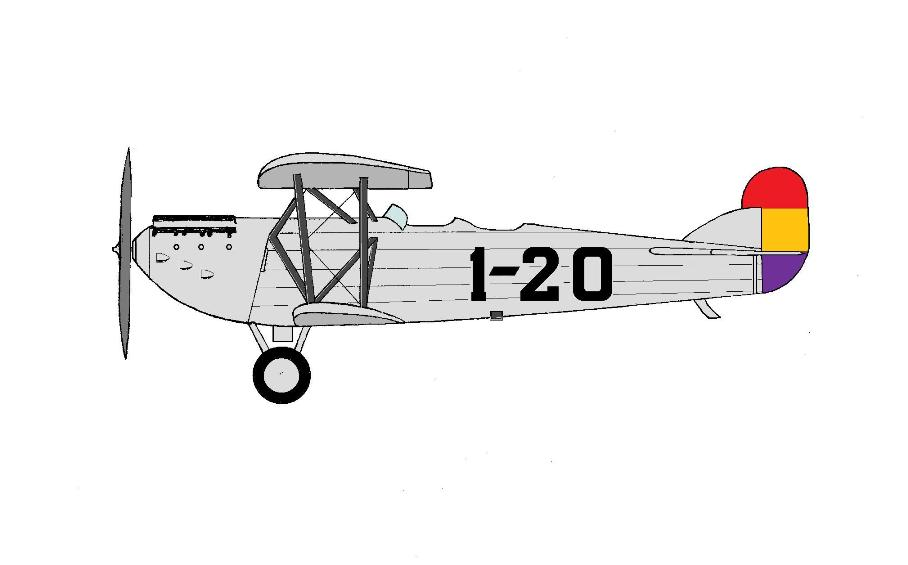
Loring R-III de l'Aeronautica Militar republicana

D'aquesta època, és de destacar la construcció del dirigible España, per part de Leonardo Torres Quevedo i el capità Alfredo Kindelán, que van fer una demostració des de l'aeroport de Guadalajara. També va ser el capità Kindelan, l'encarregat de comprar els dos primers avions de guerra, que van ser dos Farman. Posteriorment i a conseqüència de diversos fets originats per les crisis en territoris colonials, i la fi de la Primera Guerra Mundial, es va crear, també per reial decret, el 13 de setembre de 1917 l'Aeronautica Naval, depenent de la Marina, que es va establir en el nou aeroport conjunt de los Alcázares, on podien actuar els hidroavions. No va ser fins al 19 de desembre de 1918, que un altre reial decret passà a fusionar-la amb l'Aeronáutica de Guerra, passant a crear l'Aeronáutica Militar.
Una altra fita de l'aviació espanyola es consumà en gener de 1926 amb el vol del Plus Ultra, un hidroavió Dornier Do J altament modificat amb el qual es completà el primer vol intercontinental Europa-Amèrica.

### Desenvolupament
La indústria espanyola va mirar d'adequar-se a la nova arma, i és quan sorgeixen indústries com CASA o Hispano Suiza fàbrica de Guadalajara. El 1914 fou quan Hispano Suiza de Barcelona, creà el motor V8, que amb diverses llicències a tot el món, se'n van fabricar al voltant de 90.000, ja qui diu que va ajudar a guanyar la guerra als aliats.
Aquestes indústries, junt amb altres, com Talleres Hereter de Sant Martí de Provençals (Barcelona), que abans es dedicaven a la construcció d'avions civils, també es dona el cas, que acabada la Gran Guerra, s'omple les forces aèries de material de rebuig d'aquesta guerra, ja que ha demostrat que en un futur, l'aviació serà una arma important.
Durant l'any 1926 tingué lloc els raids aeris per part de l'aeronàutica espanyola, tals com el vol transoceànic del Plus Ultra, el raid a les Filipines per part de la Patrulla Elcano, o el raid de la Patrulla Atlàntica. Durant l'any 1927, es declara vencedor el Nieuport 52, com avió de caça que equipara l'Aeronàutica Militar, passant-se a fabricar sota llicència a Hispano Suiza de Guadalajara. També en 1928, tingué lloc el raid Sevilla – Naziriyah (actual Iraq) amb el Breguet 19 anomenat Jesús del Gran Poder, que després va fer el vol que sortint de Sevilla, va arribar fins a l'Havana (Cuba), després d'haver recorregut Amèrica del Sud, en el 1929.

### Naixement de les FARE

Emblema de les FARE

Les Forces Aèries de la República Espanyola, neixen a conseqüència de la proclamació de la Segona República Espanyola en l'any 1931. Continuen sent dues branques, l'Aviació Militar, i L'Aeronàutica Naval, depenent de l'exèrcit de terra la primera, mentre que la segona depenia de la marina. Encara que després, en 1933, les dues van passar a dependre de la Direcció General d'Aeronàutica, que es va crear per un reial decret, continuant sent independents l'una de l'altre. A partir de 1933, l'Aeronàutica Naval va a passar a denominar-se Aviació Naval, continuant depenent de la marina, encara que al seu personal li agradava dir-se de l'Aeronaval.
És en aquesta època que es realitzen els primers assajos de la Cierva amb el seu autogir Cierva C.30.
Per reial decret, el juny de 1931, desapareix l'Aeronàutica Militar, que passa a dependre directament al Ministeri de la Guerra, i el novembre es passa un comunicat pel que es reordenen les forces aèries de la península. El juny de 1933, és nomenat el capità Warlela Cap del Servei de Fotografia Aèria, per l'avanç cadastral. L'octubre de 1934 esclata la revolució minera a Astúries, on per primer cop es fan servir els autogirs com a mitjà d'observació. El juny de 1936, es reordena l'Aviació militar en regions aèries.

### La Guerra Civil espanyola

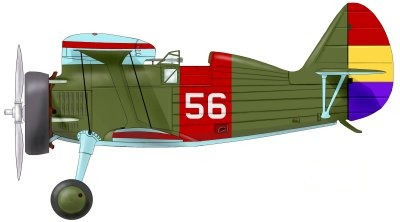
El Polikàrpov I-15 (Xato)

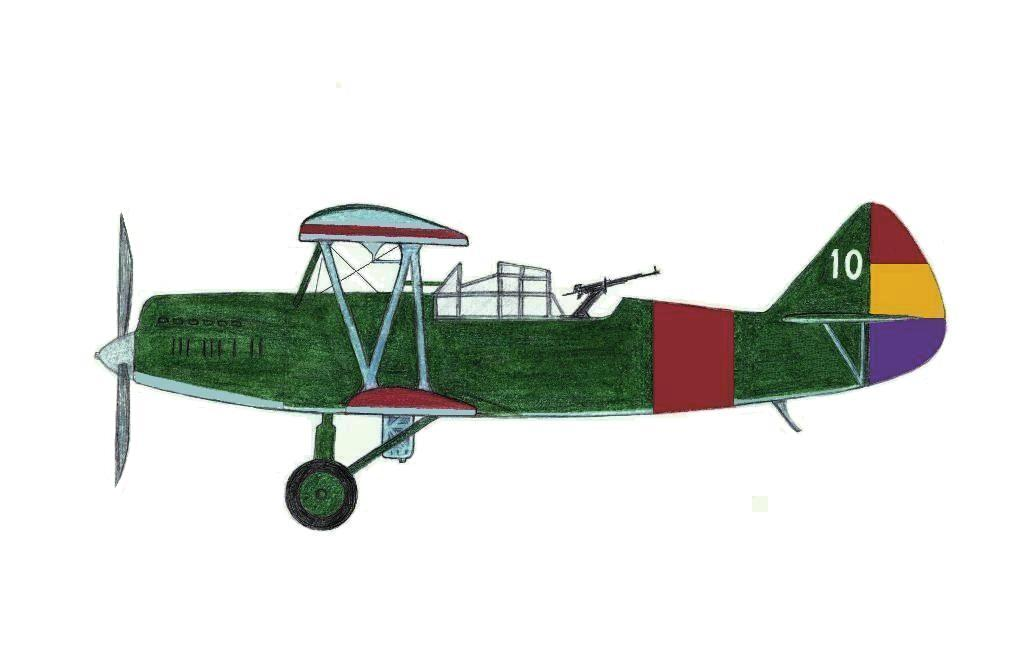
El Polikàrpov R-Z (Natatxa)

Quan esclata la Guerra Civil espanyola, l'aviació es divideix en els dos bàndols, les FARE i L'Aviació Nacional, havent-hi els primers dies, molts moviments d'avions i pilots que s'intercanvien de bàndol, i sent requisat qualsevol aparell capaç de volar. Davant de l'ajut proporcionat pels governs feixistes d'Itàlia i Alemanya a L'Aviació Nacional, les FARE, van haver de cercar ajuda internacional, que va ser moltes vegades intervingut per les forces parlamentàries dretanes a França, i polítiques no intervencionistes en la resta d'Europa. L'únic país que va fer una aportació de qualitat, va ser la Unió Soviètica, a canvi sempre d'uns preus exorbitants.
Les FARE van desaparèixer amb la pèrdua de la guerra per part de la República, i molts dels seus aparells van acabar en mans de les forces aèries de Franco.

## Entrenament
L'entrenament de tot el personal relacionat amb la FARE estava dirigit pel Serveis d'Instrucció (Servicios de Instrucción). Que, al seu torn, depenien directament del Ministeri de Marina i Aire. Durant la Guerra Civil les diferents bases d'instrucció republicanes es distribuïen així:
- L'escola de vol de alta velocitat (Escuela de Vuelo de Alta Velocidad) situada a la base aèria de El Carmolí, Camp de Cartagena.
- L'escola de bombardeig (Escuela de bombardeo), situada en Santiago de la Ribera i Los Alcázares.
- L'escola de polimotors (escuela de polimotores), situada també en Santiago de la Ribera i Los Alcázares.
- L'escola de mecànics (escuela de mecánicos) situada en Godella, València.
- L''escola d'armers (escuela de armeros) situada en Eibar, País Basc.